# タクラハ
タクラハ（サオ語:takrahaz, daqr'ahath, 中: 長髮精怪, 達克拉哈, Taqrahaz）は、台湾のサオ族の伝説に登場する人魚によく似た動物。南投県魚池郷の日月潭という湖に住むという。サオ族は超自然の存在を広くQaliと呼ぶが、タクラハもQaliの一種である。タクラハは「湖に住む鬼」であるとする研究者もいる。

## あらすじ
タクラハの上半身はサオ族と変わらず、長い黒髪を胸と背中まで伸ばしている。普段は日月潭の水中に暮らすが、水面から出ている岩の上で日光浴をしたり髪をとかしたりするのを目撃することもある。サオ族もタクラハも、生きるために日月潭の水産資源に頼っているが、両者は調和のとれた関係を維持し、共存していた。
ところがあるとき、サオ族が漁に出ても不漁になることが多くなった。そこで、Numa（努瑪）という勇士を湖に派遣して様子を探ることにした。Numaの銛は素早く正確、また長い間潜水するスキルも持っていたからである。Numaは湖の底で、タクラハが漁具を破壊しているのを発見した。不漁の原因はこれだった！ Numaとタクラハは激しく戦った。3日の後、疲れ果てた両者は水上に上がり、タクラハは怒って説明した。曰く「水産資源が枯渇したら我々は生きていけないではないか」。
それ以来、サオ族は漁期や漁具に制限を加え、持続可能な資源利用を心掛けている。タクラハも以前のようにおとなしくしている（以上出典:）。
今も日月潭には人口の浮島が残るが、これはタクラハから作り方を教えてもらったものだと伝えられる。魚はその下で産卵・繁殖し、浮島の周囲に漁具を設置すると漁に便利であるとして利用されている。